# Frivilligt Drenge- og Pige-Forbund, FDF
Frivilligt Drenge- og Pige-Forbund, FDF er en folkekirkelig børne- og ungdomsorganisation med 23.347 medlemmer (December 2022). FDF er stiftet d. 27. oktober 1902 på Frederiksberg og er dermed Danmarks ældste uniformerede børne- og ungdomsorganisation.
I FDF virker frivillige, voksne ledere ud fra tanken om, at de som rollemodeller kan bidrage til børn og unges dannelse til demokratiske og deltagende medborgere i et fællesskab gennem forskellige aktivitet. Derfor er det FDF lederne, der tilrettelægger rammerne for aktiviteterne. De konkrete aktiviteter i FDF varierer lokalt, men leg, friluftsliv og musik udgør ofte den røde tråd. FDF tilbyder et rummeligt fællesskab, hvor der er plads til at være den, man er.[kilde mangler]
FDF er en folkekirkelig børne- og ungdomsorganisation. FDF gør kristendommen konkret og vedkommende gennem fortællinger og leg, sang og musik, samtale og handling. FDFs 380 selvstændige kredse er hver især tilknyttet deres lokale sogn, hvor de på forskellig vis indgår i menighedens liv.
Det er en udbredt misforståelse, at FDF er en del af spejderbevægelsen, det skyldes formentlig, at spejderne også er uniformerede, og at der er et sammenfald i aktiviteter, men FDF arbejder eksempelvis ikke ud fra spejdermetoden.
FDF afholder hvert 5. år FDF Landslejr for de ældste medlemmer (tidligere kaldet Julsølejr) på FDF Friluftscenter Sletten.

## Formål
FDFs formål er i dag at møde børn og unge med evangeliet om Jesus Kristus. Formålet har været formuleret forskelligt gennem tiden, men essensen har været den samme. Oprindelig lød det FDFs formål er at berede vejen for Kristi riges udbredelse blandt drenge ved at bringe dem under kristne mænds påvirkning og at udføre en forebyggende, vækkende og bevarende gerning blandt dem ved a) at fremme åndelig og legemlig sundhed, b) indøvelse i disciplin, høflighed, punktlighed, selvrespekt og alt andet, der hører til sand kristen mandighed, c) dygtiggørelse i idræt, der har praktisk betydning. Det blev siden forkortet til: FDFs formål er at møde børn og unge med evangeliet om Jesus Kristus.

## Ambition
FDFs ambition er at give børn og unge et ståsted at møde verden fra baseret på relationer, tro, leg og samfundsengagement.
Ambitionen blev vedtaget på FDFs landsmøde i 2014.

## Klasseinddeling
I FDF er børnene inddelt i forskellige 'klasser', afhængigt af alder. Man kan starte til FDF, når man er fyldt fem år, og når man er fyldt 18 år, kan man blive leder. Mange voksne bliver også kursusinstruktører for de unge. Kredsen kan inddele børne- og ungdomsarbejdet efter interesse, alder eller andet, som kredsen finder hensigtsmæssig i det daglige børne- og ungdomsarbejde.
- En aldersopdeling kan være følgende:
  - Numlinge (0-5 år)
  - Puslinge (5-7 år)
  - Tumlinge (7-9 år)
  - Pilte (9-11 år)
  - Væbnere (11-13 år)
  - Seniorvæbnere (13-14 år)
  - Seniorer (15-18 år)

Disse oplysninger er hentet fra FDFs medlemsbog, "Den lille blå". Desuagtet er det ikke muligt at blive leder, før man er fyldt 18 år. Det er dog muligt at blive assistent/hjælpeleder før det fyldte 18. år.

## Leg i FDF
Legen har siden FDFs begyndelse været en vigtig aktivitet for organisationen. FDF har udviklet hjemmesiden legedatabasen.dk som er en stor samling af regelstyrede lege.

## Væbnerløftet
Det er en gammel tradition, der fortsat holdes i hævd i enkelte kredse, mens den for længst er forsvundet fra mange andre. Når man bliver væbner, kan man aflægge væbnerløftet. Løftet er fra 1921. Løftet kan for nogle godt lyde en smule højtideligt og gammeldags. I nogle kredse holder væbnerne den ene hånd på kredsens fane, når de aflægger væbnerløftet. Bagefter får de nye væbnere et væbnerbrev. Når løftet er afgivet kan lederen sige: "Ret ryggen og tal sandhed." Hertil svarer væbnerne: "Altid rank og sand."
Væbnerløftet lyder:
"Som væbner vil jeg kæmpe for altid at være ren og sand.
Som væbner vil jeg fri og villig gøre min pligt i mit hjem og min gerning i FDF og vort land.
Som væbner vil jeg altid stræbe efter at have en god samvittighed overfor mennesker og overfor Gud."
Efter møder blev der før i tiden ofte sunget "Altid frejdig, når du går".

## Musik i FDF
I FDF findes der groft opdelt tre slags musik: Tambourkorps, brassbands og multimusik. FDF har sit eget Landsorkester, som er en sammensætning af de bedste musikere fra landets FDF-brassbands.

## Historie
Baggrund
Som følge af industrialiseringen, steg befolkningstilvæksten i byer som Aarhus, København, Aalborg og Esbjerg, og flere og flere børn og unge kom derfor til at vokse op i disse byer. Hverdagen var lang og fritiden var ofte sparsom, og børnenes muligheder for fysisk udfoldelse og socialt samvær var stærkt begrænset. Som følge af disse betingelser opstod en række nye organisationer rundt i hele verden for børn og unge. Den første var Boys Brigade i Glasgow, Skotland i 1883, stiftet af William Alexander Smith. Derefter fulgte organisationer som den Engelske Spejderbevægelse af Baden-Powell, og Frivilligt Drenge-Forbund, FDF.

### Starten
FDF blev stiftet (som Frivilligt Drenge-Forbund) 27. oktober 1902 på Frederiksberg af Holger Tornøe, en arkitektstuderende og søndagsskolelærer og den jævnaldrende teologistuderende Ludvig Valentiner. Formålet var dengang at give Frederiksbergs drenge en solid grobund og et fællesskab at vokse i ud fra de kristne værdier. Tornøe mente, at der manglede en forening til at hjælpe byens børn ind i KFUM, der dannede et solidt kristent grundlag for ungdommen, og det blev så FDF. Efterhånden som der kom flere og flere unge med i bevægelsen, begyndte byer i resten af landet at vise interesse for de aktiviteter og værdier bevægelsen stod for, og snart blev der oprettet afdelinger, eller "kredse", ofte i KFUMs "borge" rundt i landet, i Aarhus, Aalborg, København, Vejle, Kolding, Odense og Esbjerg. Bevægelsen udviklede sig, og i 1905 købte FDF på Frederiksberg et stykke grund ved Jægerspris. Dette område blev til Landkolonien Jomsborg og kom til at danne basis for FDFs fortolkning af Sommerlejren, et koncept opfundet af Olfert Ricard, daværende landssekretær for KFUM. Rundt om i landet begyndte de andre FDF-kredse at opkøbe lignende områder tæt ved vandet, bl.a. Klinteborg ved Holbæk, Olufsborg ved Horsens Fjord og Bogensholm på Mols.

### De Unges Idræt
Louis Florin startede De Unges Idræt, senere DUI-LEG og VIRKE, efter at have været fører i FDF, der var blevet startet 3 år tidligere. Han mente, at FDF i og for sig gjorde et godt stykke arbejde for drengene fra de københavnske arbejderhjem, men som ivrig, ung socialist var han modstander af det kristelige, som FDF søgte at give til drengene. Derfor startede han De Unges Idræt som arbejderbevægelsens modsvar til det kristelige ungdomsarbejde. I dag tæller DUI-LEG og VIRKE 4.500 medlemmer og er ikke længere tilknyttet arbejderbevægelsen direkte, og FDF og DUI sidder i samme gruppering i DUF, Landssamrådet.

### Spejderbevægelsen
I 1910 kom Spejderbevægelsen fra England til Danmark i form af KFUM-Spejderne, og dermed begyndte kampen om de danske drenge. Spejderbevægelsen kom med udeliv og madlavning over bål, noget man bestemt ikke kunne se FDFs drenge lave. Her var kernedyderne kristen manddom, gymnastik og de årlige sommerlejre. I løbet af de næste 9 år er der stor diskussion internt i forbundet om, hvorvidt man skal indføre spejdersporten, og i 1919 kom FDF med et modsvar til Spejderbevægelsens Spejdersport kaldet Væbneridræt. Væbneridrætten handlede om alt, hvad der hører til lejrliv, og således begyndte FDF at bevæge sig mod den bevægelse, vi kender i dag, dog med den undtagelse, at drengene under 13 stadig fokuserede på de gamle dyder.

### Sammenlægningen med KFUM-spejderne
I 1920 nedsattes et udvalg med repræsentanter fra FDF og KFUM-spejderne, der udarbejdede "Forslag til midlertidig Grundlov for Sammenslutningen af Landsforbundet FDF og KFUM-Spejderne i Danmark", efter hvilket arbejdet skulle drives i 2 linjer: "En FDF-Linie" og "En Spejder-Linie", og i d. 1. maj 1921 bliver KFUM-spejderne og FDF sammensluttet. Der blev indkaldt til landsmøde den 30. oktober 1921, hvor man konstaterede at der var store forskelle mellem de to organisationen. Der var også debat om navnet, hvor et af forslagene var KFUM Drengeforbund, men heller ikke her kunne man blive enige. Landsmødet sluttede med, at man opgav sammenslutningen og gik hver til sit.

### Genforeningen
Ved Sønderjyllands genforening med Danmark i 1921 sendte FDF et repræsentationshold rundt i området for at trække unge drenge til organisationen. Den første sønderjyske kreds blev Sønderborg FDF, der allerede startede i 1919.

### Marselisborglejrene
I 1926 skete der noget nyt. I Aarhus blev den første Marselisborglejr, forløberen til landslejren, afholdt med 2.600 deltagere. Det blev starten på den femårlige landslejr. Man brugte overskuddet fra Marselisborglejren til at købe 14 tønder land ved Julsø i Søhøjlandet. Dermed blev kimen til et af FDFs største områder og aktiver grundlagt, nemlig FDF Friluftscenter Sletten, som det hedder i dag. Her afholder organisationen landslejre, kurser for unge og ledere samt afholder sommerlejre for de forskellige kredse.

### FDF under besættelsen
Da Nazityskland besatte Danmark d. 9. april 1940 betød det, at den planlagte Marselisborglejr i 1942 blev aflyst. Til gengæld blev der afholdt "bavnelejre" rundt omkring i landet, hvor 10.000 væbnere deltog. Ydermere deltog mange FDF-ledere også i modstanden mod besættelsesmagten, og flere ledere mistede livet som følge at modstandskampen mod Nazityskland. 11 af disse ledere har fået en mindesten på FDF Friluftscenter Sletten.
Som følge af 2. Verdenskrig blev Sydslesvig i det nuværende Tyskland okkuperet af briterne i de følgende år, hvilket førte til bedre kår for de dansksindede. I 1946 oprettedes den første sydslesvigske kreds i Tønning (Tönning på tysk) og senere en række andre kredse i Sydslesvig, hvor dansksindede har kunnet være med til de samme nationale aktiviteter som deres brødre nord for grænsen. I dag hører de sydslesvigske kredse under landsdel 5, dvs. Syd - og Sønderjylland.

### Frivilligt Pige-Forbund
I 1952 blev Frivilligt Pige Forbund FPF stiftet den 5. juni. FPF blev grundlagt af Signe Larsen og Willy Gravesen. Den første FPF-kreds kom til at ligge i Vanløse, hvor FDFs K 19 Vanløse (K 19 er en forkortelse af Københavns 19. kreds) allerede fandtes. I 1956 afholdt FPF deres første landslejr. I 1960 rundede FPFs medlemstal de 3.000, mens FDF i 1958 havde nået 33.000 medlemmer.

### Friluftscentre og Skoler
I årene 1955-1957 opkøbte FDF mere og mere land ved Julsø, og i 1957 købte man 160 tønder land og gården Æblegården for 155.000 kr. og dermed var grunden lagt for at flytte Marselisborglejren i Aarhus til Sletten i 1967. I 1969 indviede FDF, FPF, samt FDF-Samvirket Silkeborg Højskole. Samtidig begyndte man at lave efterskoler i FDFs billede. I dag er Kongeådalens Efterskole, Midtsjællands Efterskole, Hardsyssel Efterskole og Tommerup Efterskole fungerende FDF-Efterskoler.
I 1974 blev FDF og FPF lagt sammen til én organisation: Frivilligt Drenge- og Pige-Forbund, FDF/FPF. Medlemstallet talte på daværende tidspunkt 36.000. I 1994 blev forkortelsen lavet om til FDF, dog uden at ændre det fulde navn.
Den 27.-28. oktober 2012 fejrede kredse landet over FDFs 110 års fødselsdag.

## Internationalt
FDF er medlem af en række internationale paraplyorganisationer for kirkelige børne- og ungdomsforeninger Global Fellowship, som også det engelske Boys' Brigade (BB) og Girls' Brigade (GB) er en del af, samt FIMCAP, der er en katolsk paraplyorganisation for børne- og ungdomsbevægelser.
Hvert år arrangeres der kurser og sommerlejre i disse to paraplyorganisationer, hvor FDFere fra 15-25 år kan møde andre unge fra hele verden. Disse ture skifter land og indhold fra år til år.
Både Global Fellowship og FIMCAP er delt op i verdensdele således, at FDF er en del af European Fellowship og FIMCAP Europe. Der holdes løbende møder, hvor aktiviteter og udvikling planlægges.
FDF har i samarbejde med Folkekirkens Nødhjælp, Mission Afrika (Sudan Mission) og Danmission støttet mange forskellige projekter i udviklingslande. 2014-2018 samarbejder man med KFUM og KFUK i Danmark om projektet "Minglabar Myanmar". I 2004-2005 havde man projektet "Made in India", hvor man arbejdede for bedre vilkår for Indiens kasteløse, i 2006-2007 arbejdes der for fødevaresikkerhed i Indien under navnet "slutsult.nu". I 2007-2008 støttede man fiskere langs Nilen i Ægypten under titlen "Salam". I 2010 havde man projekter i Zambia. Tidligere har der været projekter i Filippinerne, Tanzania, Cambodia, Mellemøsten og mange andre steder.